# ميسولونغي
ميسولونغي: (باليونانية:Μεσολόγγι)، (بالإنجليزية:Messolonghi)، مدينة يونانية تقع في وسط غرب البلاد، وهي عاصمة مقاطعة إيتوليا أكارنانيا أحد المقاطعات المشكلة لمنطقة غرب اليونان الإدارية

## الموقع، التسمية والسكان
تقع المدينة على الساحل الشمالي لخليج باتراس التابع للبحر الأيوني بين مصبي نهري أخيلوس وإوينوس في منطقة منخفضة تتميز بالمستنقعات والبحيرات الشاطثية الضحلة، حيث تقع ميسولونغي على الشاطئ الشرقي لبحيرة ليمنوثالاسا.
يعود اسمها إلى اللغة الإيطالية، وهو مؤلف من مقطعين (Messo) (في وسط) و(Langhi) (البحيرات)، بالتالي يصبح معنى اسم المدينة (ما بين البحيرات).
يبلغ عدد سكانها حوالي 18,000 نسمة، ومع ذلك فهي مركز مقاطعة إيتوليا أكارنانيا أحد أكبر مقاطعات اليونان نظراً لأهميتها أثناء انتفاضة استقلال اليونان.

## التاريخ
يعتقد ان المدينة الحالية تقع بالقرب من مستوطنة بلورون (Pleuron) والتي ذكرت في أعمال هومير، ولكن التاريخ الحقيقي لميسولونغي يعود للفترة الفينيسية حيث كانت عبارة عن قرية صيادي أسماك مؤلفة من بيوت قشية وطينية مبنية فوق المياه الضحلة على أعمدة خشبية، كانت هذه المساكن تدعى بيلادس. 
ولكن هذه البيوت استبدلت عندما بدأت أعمال تجفيف واستصلاح المستنقعات في القرن الثامن عشر من قبل الفينيسيين.
أصبحت هذه المدينة مشهورة جداً بعد ذلك نظراً لوقوع عدة معارك ضمنها، الأولى عام 1770 م. عندما استولى عليها العثمانيون، في عام 1821 وأثناء انتفاضة استقلال اليونان كانت المدينة معقلاً مهماً للثوار، حيث قاومت بنجاح حصاراً عثمانياً في نفس العام. وفي العام 1825 حوصرت مرة أخرى من قبل 30,000 جندي عثماني مدعومين ب 10,000 جندي مصري تحت قيادة إبراهيم باشا، حيث قاوم سكانها ال 10,000 نسمة هذا الحصار فترة عام كامل، ولكنهم وأثناء محاولتهم الناجحة مبدئياً لفك طوق الحصار والهروب من المدينة تمت تصفيتهم بشكل شبه كامل من قبل القوات العثمانية والمصرية في ليلة العاشر من نيسان/أبريل عام 1826 م. بعد وصولهم لجبل زيغوس القريب فيما عرف لاحقاً بمذبحة ميسولونغي، أما من بقي في المدينة فقد فجر نفسه أثناء دخول القوات العثمانية للمدينة مسبباً دماراً كبيراً بها.بعد هذه الحادثة بسنتين سلم العثمانيون المدينة للقوات اليونانية بدون أية مقاومة.
تعتبر المدينة الآن في اليونان رمزاً وطنياً لاستقلال البلاد عن العثمانيين، حيث أعطيت لقب (المدينة المقدسة) (هييرا بوليس)، نظراً لصمود ساكنيها البطولي ضد العثمانيين بحسب اليونانيين.

## المعالم الأساسية
كل المعالم المهمة في المدينة مرتبطة بأشخاص وأحداث الثورة اليونانية على العثمانيين، ومن أهمها:
- السور الفينيسي وبوابات الخروج: لهذه البوابات أهمية تاريخية، فهي المكان الذي خرج منه سكان المدينة لكسر الحصار العثماني. أعيد بناء هذه البوابات من قبل الملك أوتو.
- حديقة هيروون (الأبطال): وتقع خلف البوابات ويوجد ضمنها خندق فيه قبور للعديد من مقاتلي المدينة، ضريح بوتساريس أحد قادة الثورة، تمثال للورد بايرون حيث دفن أيضاً قلبه.
- متاحف المدينة: متحف للثورة، متحف الفن المعاصر، مكتبة فالفيوس.
- العديد من البيوت التقليدية من الفترة الفينيسية.

## متفرقات
- تعتبر المدينة مهمة بالنسبة للسواح الإنكليز نظراً لأنها المكان الذي توفي فيه اللورد بايرون عام 1824، أثناء الثورة اليونانية، حيث كان أحد رواد الحركة الرومانتيكية الأدبية الأوربية، وكان مناصراً متحمساً للقضية اليونانية. قلب اللورد بايرون مدفون في حديقة هيروون، وقد أقيم تمثال له فوق مكان الدفن.
- يحتفل كل عام في أحد الشعانين بذكرى المذبحة فيما يسمى بيوم الخروج، حيث يحضر مسؤلو الدولة الكبار والسفراء الأجانب إلى حديقة هيروون (الأبطال) لتكريم ضحايا الثورة اليونانية.